# Настоящие кобры
Настоя́щие ко́бры, или ко́бры, или очковые змеи (лат. Naja), — род ядовитых змей из семейства аспидов. Это наиболее узнаваемые и широко распространённые змеи, которых называют «кобрами», хотя есть несколько других родов, в отношении которых применяют то же тривиальное название. В род Naja входит, по разным классификациям, около 97 видов. Они встречаются в Африке, на Ближнем Востоке, в Юго-Восточной Азии и в Индонезии. Наиболее активны кобры с середины апреля по июнь и с сентября до середины ноября. В июле самка откладывает 9—19 яиц, из которых в конце августа — начале сентября появляется молодь. Питаются кобры грызунами, земноводными, птицами, а также, как и другие аспиды, охотно поедают змей, в том числе и ядовитых.
Капюшон — отличительный признак всех кобр. Называют капюшоном часть тела, в которой рёбра раздвигаются под воздействием специальных мышц, резко меняя форму. В спокойном состоянии кобра внешне почти ничем не отличается от многих других змей.
Кобра представляет несомненную опасность для человека и животных, но в отличие от гадюковых змей всегда предупреждает о своем присутствии. Лишь в случае непосредственной угрозы кобра делает несколько молниеносных выпадов в сторону врага, один из которых, как правило, заканчивается прицельным укусом. При этом, в отличие от гадюк, кобры не делают мгновенного укуса, а как бы «жуют», перебирая челюстями несколько раз, прежде чем выпустить жертву. Некоторые виды (плюющиеся кобры), защищаясь, могут прицельно стрелять ядом в глаза врага.

## Классификация
По анализам ДНК были выделены в четыре подрода 28 современных видов:
- Naja
  - Naja atra
  - Моноклевая кобра (Naja kaouthia)
  - Naja mandalayensis
  - Индийская кобра (Naja naja)
  - Среднеазиатская кобра (Naja oxiana)
  - Филиппинская кобра (Naja philippinensis)
  - Naja sagittifera
  - Naja samarensis
  - Сиамская кобра (Naja siamensis)
  - Плюющая индийская кобра (Naja sputatrix)
  - Naja sumatrana
  - Naja savannula  Broadley, Trape, Chirio & Wüster, 2018
- Uraeus
  - Ангольская кобра (Naja anchietae)
  - Naja annulifera
  - Naja arabica
  - Naja senegalensis
  - Египетская кобра (Naja haje)
  - Капская кобра (Naja nivea)
- Boulengerina
  - Кольчатая водяная кобра (Naja annulata)
  - Водяная кобра Кристи (Naja christyi)
  - Чёрно-белая кобра (Naja melanoleuca)
  - Naja multifasciata
- Afronaja
  - Naja ashei
  - Naja katiensis
  - Мозамбикская кобра (Naja mossambica)
  - Naja nigricincta
  - Черношеяя кобра (Naja nigricollis)
  - Naja nubiae
  - Naja pallida
- Incertae sedis:
  - † Naja antiqua
  - † Naja iberica
  - † Naja robusta